# La Source (film, 1991)
Pour les articles homonymes, voir La Source.
Pour plus de détails, voir Fiche technique et Distribution.
La Source  est un film français réalisé par Jean-Jacques Aublanc et sorti en 1991.

## Synopsis
Martial Leiris, jeune agrégé, a choisi d'être professeur dans le collège d'un petit village de province, où il a loué une maison. Il arrive un soir et découvre qu'elle est proche du délabrement... Il entre et trouve sur le lit un homme, d'une soixantaine d'année, complètement ivre. Cet homme déchu est l'ancien maire du village dont il était aussi le médecin. Martial découvrira les raisons de cette déchéance, au fur et à mesure de sa vie quotidienne dans le village.

## Fiche technique
- Titre : La Source
- Réalisation : Jean-Jacques Aublanc
- Scénario : Jean-Jacques Aublanc
- Photographie : Pierre Nizin
- Montage : Christine Grenet
- Pays d'origine :  France
- Production : UVP - SLN Films
- Durée : 71 minutes
- Date de sortie : France - 1991

## Distribution
- François Chaumette
- Roger Ibanez
- Karine Bayard
- Victor Garrivier
- Jean-François Vlerick